# National Women's Soccer League 2019
La National Women's Soccer League 2019 è stata la settima edizione della massima serie del campionato statunitense di calcio femminile. La stagione è iniziata il 13 aprile 2019 e si è conclusa il 27 ottobre 2019. Il campionato è stato vinto dal North Carolina Courage per la seconda volta consecutiva, dopo aver battuto nella finale dei play-off il Chicago Red Stars. L'NWSL Shield è stato vinto dal North Carolina Courage per la terza stagione consecutiva.

## Stagione

### Novità
Il numero delle squadre partecipanti è rimasto inalterato rispetto alla stagione precedente. Per la stagione 2019 il Seattle Reign si è trasferito da Seattle a Tacoma e ha cambiato denominazione in Reign FC. Inoltre, sono cambiate le denominazione di due stadi nel corso della stagione: lo stadio dell'Orlando Pride è stato rinominato in Exploria Stadium, mentre lo stadio dello Houston Dash è stato rinominato in BBVA Stadium a seguito del cambio nome dello sponsor principale.

### Formula
Le nove squadre partecipanti giocarono nella stagione regolare un totale di 24 partite, 12 in casa e 12 in trasferta. Le quattro squadre meglio classificate disputarono un play-off a partita secca per determinare la vincitrice del campionato.

## Squadre partecipanti
| Club                   | Città      | Stadio              | Stagione precedente |
| ---------------------- | ---------- | ------------------- | ------------------- |
| Chicago Red Stars      | Chicago    | SeatGeek Stadium    | 4º posto in NWSL    |
| Houston Dash           | Houston    | BBVA Stadium        | 6º posto in NWSL    |
| North Carolina Courage | Cary       | Sahlen's Stadium    | 1º posto in NWSL    |
| Orlando Pride          | Orlando    | Exploria Stadium    | 7º posto in NWSL    |
| Portland Thorns        | Portland   | Providence Park     | 2º posto in NWSL    |
| Reign                  | Tacoma     | Cheney Stadium      | 3º posto in NWSL    |
| Sky Blue               | Piscataway | Yurcak Field        | 9º posto in NWSL    |
| Utah Royals FC         | Sandy      | Rio Tinto Stadium   | 5º posto in NWSL    |
| Washington Spirit      | Washington | Maryland SoccerPlex | 8º posto in NWSL    |

## Stagione regolare

### Classifica finale
| Pos. | Squadra                | Pt | G  | V  | N | P  | GF | GS | DR  |
| ---- | ---------------------- | -- | -- | -- | - | -- | -- | -- | --- |
| 1.   | North Carolina Courage | 49 | 24 | 15 | 4 | 5  | 54 | 23 | +31 |
| 2.   | Chicago Red Stars      | 44 | 24 | 14 | 2 | 8  | 41 | 28 | +13 |
| 3.   | Portland Thorns        | 40 | 24 | 11 | 7 | 6  | 40 | 31 | +9  |
| 4.   | Reign                  | 38 | 24 | 10 | 8 | 6  | 27 | 27 | 0   |
| 5.   | Washington Spirit      | 34 | 24 | 9  | 7 | 8  | 30 | 25 | +5  |
| 6.   | Utah Royals FC         | 34 | 24 | 10 | 4 | 10 | 25 | 25 | 0   |
| 7.   | Houston Dash           | 26 | 24 | 7  | 5 | 12 | 21 | 36 | -15 |
| 8.   | Sky Blue               | 20 | 24 | 5  | 5 | 14 | 20 | 34 | -14 |
| 9.   | Orlando Pride          | 16 | 24 | 4  | 4 | 16 | 24 | 53 | -29 |

Legenda:
      Vince la NWSL Shield e ammessa ai play-off
      Ammessa ai play-off
Regolamento:
Tre punti a vittoria, uno a pareggio, zero a sconfitta.
La classifica viene stilata secondo i seguenti criteri:
1. Scontri diretti;
2. Miglior differenza reti nell'arco della stagione;
3. Maggior numero di reti segnate;
4. Verifica dei primi tre criteri riguardo alle gare in trasferta;
5. Verifica dei primi tre criteri riguardo alle gare in casa;
6. Lancio della moneta.

Se tre o più squadre rimangono in parità, si tiene conto delle seguenti regole fino a quando rimarranno solamente due squadre, classificabili come indicato nei criteri sopra:
1. Classifica avulsa;
2. Miglior differenza reti stagionale.

### Risultati

#### Tabellone
|                        | Chi     | Hou     | NCC     | Orl     | Por     | Rei     | Sky     | Uta     | Was     |
| ---------------------- | ------- | ------- | ------- | ------- | ------- | ------- | ------- | ------- | ------- |
| Chicago Red Stars      | ––––    | 3-0     | 3-1 2-1 | 1-2     | 4-4     | 3-0 0-1 | 1-2     | 2-0 2-1 | 0-2 3-1 |
| Houston Dash           | 1-2 0-1 | ––––    | 1-4     | 1-0 2-2 | 1-2     | 1-1 0-1 | 1-0 1-2 | 2-1     | 0-0     |
| North Carolina Courage | 1-1     | 5-2 1-0 | ––––    | 5-0 6-1 | 1-1     | 2-0 1-0 | 0-0 3-2 | 1-1     | 1-0     |
| Orlando Pride          | 2-3 0-1 | 0-1     | 0-3     | ––––    | 0-2 1-3 | 2-2     | 1-0     | 0-1 0-2 | 4-3 0-3 |
| Portland Thorns        | 3-0     | 5-0 1-0 | 2-1 0-6 | 4-3     | ––––    | 0-1     | 1-1     | 0-0     | 3-1 0-0 |
| Reign                  | 0-4     | 1-1     | 2-1     | 1-1 3-1 | 1-0 2-0 | ––––    | 2-1 0-1 | 1-3 2-1 | 1-1     |
| Sky Blue               | 2-1 0-3 | 0-1     | 1-2     | 1-2 1-1 | 2-2 0-1 | 1-1     | ––––    | 1-0     | 2-3 0-1 |
| Utah Royals            | 1-0     | 1-2 2-1 | 1-2 0-3 | 2-0     | 2-2 1-0 | 0-2     | 1-0 3-0 | ––––    | 1-0     |
| Washington Spirit      | 0-1     | 0-0 1-2 | 1-2 2-1 | 2-1     | 3-1     | 0-0 2-2 | 2-0     | 2-0 0-0 | ––––    |

## NWSL play-off
Le migliori quattro squadre al termine della stagione regolare hanno avuto accesso ai play-off per determinare la squadra campione.
|  | Semifinali | Semifinali             | Semifinali        |                   |                        | Finale                 | Finale | Finale |  |
|  |            |                        |                   |                   |                        |                        |        |        |  |
|  | 1          | North Carolina Courage | 4                 |                   |                        |                        |        |        |  |
|  | 1          | North Carolina Courage | 4                 |                   |                        |                        |        |        |  |
|  | 4          | Reign                  | 1                 |                   |                        |                        |        |        |  |
|  | 4          | Reign                  | 1                 |                   | North Carolina Courage | North Carolina Courage | 4      |        |  |
|  |            |                        |                   |                   | North Carolina Courage | North Carolina Courage | 4      |        |  |
|  |            |                        | Chicago Red Stars | Chicago Red Stars | 0                      |                        |        |        |  |
|  | 2          | Chicago Red Stars      | Chicago Red Stars | Chicago Red Stars | 0                      | 2                      |        |        |  |
|  | 2          | Chicago Red Stars      |                   |                   |                        |                        |        |        |  |
|  | 3          | Portland Thorns        | 0                 |                   |                        |                        |        |        |  |

### Semifinali
| Arbitro: | Penso |

|                                                              |           |               |
| O'Reilly 88’ (rig.) Debinha 99’ Barnes 106’ (aut.) Dunn 107’ | Marcatori | 90+3’ Onumonu |

| Arbitro: | Chesky |

|         |           |  |
| Kerr 8’ | Marcatori |  |

### Finale
| Arbitro: | Mendoza |

|                                              |           |  |
| Debinha 8’ McDonald 26’ Dunn 45+5’ Mewis 61’ | Marcatori |  |

## Statistiche

### Squadre

#### Classifica marcatrici
| Gol |  |  | Giocatore          | Squadra                |
| --- |  |  | ------------------ | ---------------------- |
| 18  |  |  | Samantha Kerr      | Chicago Red Stars      |
| 12  |  |  | Lynn Williams      | North Carolina Courage |
| 9   |  |  | Kristen Hamilton   | North Carolina Courage |
| 9   |  |  | Christine Sinclair | Portland Thorns        |
| 9   |  |  | Amy Rodriguez      | Utah Royals            |
| 8   |  |  | Debinha            | North Carolina Courage |
| 8   |  |  | Carli Lloyd        | Sky Blue               |
| 8   |  |  | Yūki Nagasato      | Chicago Red Stars      |
| 8   |  |  | Margaret Purce     | Portland Thorns        |
| 8   |  |  | Christen Press     | Utah Royals            |
| 7   |  |  | Crystal Dunn       | North Carolina Courage |
| 7   |  |  | Ashley Hatch       | Washington Spirit      |
| 6   |  |  | Bethany Balcer     | Reign                  |
| 6   |  |  | Marta              | Orlando Pride          |

### Individuale
| Premio              | Assegnato a                        | Note                                  |
| ------------------- | ---------------------------------- | ------------------------------------- |
| Golden Boot         | Samantha Kerr (Chicago Red Stars)  | 18 reti realizzate, nuovo record NWSL |
| Miglior allenatore  | Vlatko Andonovski (Reign)          | [ 9 ]                                 |
| Miglior rookie      | Bethany Balcer (Reign)             | [ 10 ]                                |
| Miglior portiere    | Aubrey Bledsoe (Washington Spirit) | [ 11 ]                                |
| Miglior difensore   | Becky Sauerbrunn (Utah Royals)     | [ 12 ]                                |
| Migliore giocatrice | Samantha Kerr (Chicago Red Stars)  | [ 1 ]                                 |